# Leptogomphus baolocensis
Leptogomphus baolocensis – gatunek ważki z rodziny gadziogłówkowatych (Gomphidae).